# Гертруда (кратер)
Гертруда — ударный кратер на Титании, крупнейшем спутнике Урана. Диаметр — 326 километров, что делает его самым большим из всех известных на 27 спутниках Урана. Координаты центра — 15°48′ ю. ш. 72°54′ з. д. / 15,8° ю. ш. 72,9° з. д..
Назван в честь персонажа трагедии Уильяма Шекспира — матери Гамлета, Гертруды. Следует отметить, что все кратеры на Титании носят имена женских персонажей произведений Шекспира.
Вал Гертруды возвышается на 2 километра над уровнем её дна. В центре кратера присутствует характерная для ударных кратеров центральная горка, образовавшаяся в результате поднятия грунта сразу после удара. Её диаметр — около 150 км, а высота — 2—3 км. Вал и горка весьма низки для кратера столь большого диаметра, что указывает на релаксацию поверхности после удара. На поверхности центрального возвышения довольно мало мелких кратеров, что говорит об её молодости.